# 12 to the Moon
12 to the Moon (soms ook gespeld als Twelve to the Moon) is een Amerikaanse sciencefictionfilm uit 1960. De film werd geregisseerd door David Bradley.

## Verhaal
Een internationaal team van astronauten gaat op een expeditie naar de maan. Hier ontmoeten ze een ras van gezichtsloze aliens. De aliens concluderen aan de hand van de astronauten dat de mensheid te onvolwassen en gevaarlijk is, en vernietigd moet worden.

## Rolverdeling
| Acteur                | Personage             | Opmerkingen            |
| --------------------- | --------------------- | ---------------------- |
| Ken Clark             | Capt. John Anderson   |                        |
| Michi Kobi            | Dr. Hideko Murata     |                        |
| Tom Conway            | Dr. Feodor Orloff     |                        |
| Anthony Dexter        | Dr. Luis Vargas       | als Tony Dexter        |
| John Wengraf          | Dr. Erich Heinrich    |                        |
| Robert Montgomery Jr. | Roddy Murdock         | als Bob Montgomery Jr. |
| Phillip Baird         | Dr. William Rochester |                        |
| Richard Weber         | Dr. David Ruskin      |                        |
| Muzaffer Tema         | Dr. Selim Hamid       | als Tema Bey           |
| Roger Til             | Dr. Etienne Martel    |                        |
| Cory Devlin           | Dr. Asmara Markonen   |                        |
| Anna-Lisa             | Dr. Sigrid Bomark     |                        |

## Achtergrond
De film werd bespot in de cultserie Mystery Science Theater 3000